# 同和会
同和会（どうわかい、旧字体：同和會）は、1928年2月1日より1947年5月3日の日本国憲法公布まで存在していた貴族院の院内会派。
明治以来の勅選議員系の会派である茶話会と、華族系無所属会派議員を中心とした火曜会結成から排除された勅選議員系の無所属会派議員が合流して38名で結成された。初期のメンバーに前憲政会総裁である若槻禮次郎元首相や後藤新平・幣原喜重郎・川崎卓吉・上山満之進ら反立憲政友会系の政治家を多く抱えていたために自然と親立憲民政党（憲政会の後身）系会派と見られるようになり、実際に両者は緊密な関係を保ったといわれている。第2次若槻内閣期に最大42名にまで所属議員を増やしたものの、同じく親民政党会派の同成会との支持層の重なりもあり勢力はそれほどは伸びず、逆に政党政治の終焉とともに衰微する。戦後は同成会とともに幣原内閣の事実上の与党であり、首相の幣原と司法大臣の岩田宙造が入閣したが、間もなく貴族院の廃止とともに解散した。解散時の所属議員は30名だった。